# Nikt (powieść)
Nikt – ostatnia powieść Jerzego Andrzejewskiego, wydana po raz pierwszy w 1983 r., w której to pisarz dokonuje reinterpretacji mitu greckiego podanego przez Homera o życiu Odyseusza.

## Fabuła
Odyseusz, wróciwszy po dwudziestu latach do Itaki, zastaje nadal wierną Penelopę, która, jak sama mówi, pozostała mu wierna tylko dlatego, że nigdy nikogo nie pokochała – tak jak nie kochała Odysa. Ulisses nawiązuje romans z Eurykleją, ale nie mogąc wytrwać w Itace, wyrusza w kolejną podróż na wyspę Ajaja do czarodziejki Kirke. Pragnie, by w zamian za długoletnią znajomość Kirke uczyniła go nieśmiertelnym i pozwoliła ponownie zejść do Hadesu. Spotyka zdziecinniałą zaczarowaną staruszkę, zidiociałego syna Telegonosa. Ucieka z wyspy.
Odyseusz umiera z głodu i pragnienia na dryfującym statku, pozbawiony zapasów przez Noemona. Świadkiem jego śmierci jest jedynie jego błazen Śmieszek Płaczek, którego Andrzejewski uczynił autorem Odysei.